# 克勞德·加拉蒙
克勞德·加拉蒙（法語：Claude Garamont；大約1505－1561；一般稱為）是一名來自巴黎的法國字體設計師、出版者和活字沖壓師。由於他到現今仍因他所設計字體優雅而被讚揚，所以他被視為史上其中一個最領先的字體設計師之一。數種現代字體，例如Garamond、Granjon和Sabon都被他的風格影響。加拉蒙是第一個專門為他人設計字體和沖壓活字的人，所以為第一個向其他印刷者銷售活字者。他塑造了商業印刷，以及協助了新字體的傳播。加拉蒙是安托萬·奧熱羅（Antoine Augereau）的徒弟，以及可能曾被西蒙·德科利納訓練。後來他與人文主義字體設計師若弗魯瓦·托里合作，並可能在期間影響了加拉蒙的設計風格。

## 知名字體
- 原版Garamond
- Grecs du roi（英语：Grecs du roi）
- Granjon（英语：Granjon）
- Sabon（英语：Sabon）

## 外部連結
- Claude Garamont（页面存档备份，存于）
- Font Designer – Claude Garamond（页面存档备份，存于）